# 瑙萨伊
瑙萨伊（匈牙利語：Naszály），是匈牙利科马罗姆-埃斯泰尔戈姆州所辖的一个村。总面积30.23平方公里，总人口2383，人口密度78.8人/平方公里（2011年1月1日）。